# La Croix-Comtesse
La Croix-Comtesse é uma comuna francesa na região administrativa da Nova Aquitânia, no departamento de Charente-Maritime. Estende-se por uma área de 2,62 km². Em 2010 a comuna tinha 226 habitantes (densidade: 86,3 hab./km²).